# Ideale Bari
Ideale Bari (wł. Associazione Sportiva Dilettantistica Ideale Bari Calcio) – włoski klub piłkarski, mający siedzibę w mieście Bari, na wschodzie kraju, grający od sezonu 2018/19 w rozgrywkach Prima Categoria Puglia.

## Historia
Chronologia nazw:
- 1908: Unione Sportiva Ideale
- 1928: Unione Sportiva Bari – po fuzji z Bari F.C.
- 1928: klub rozwiązano
- 195?: Unione Sportiva Ideale
- 1961: klub rozwiązano
- 2012: Associazione Sportiva Dilettantistica Ideale Bari Calcio

Klub sportowy U.S. Ideale został założony w miejscowości Bari w 1908 roku przez Attilio Coccioli oraz pracowników i uczniów Szkoły Przemysłowej, z których wielu (w tym Coccioli) odłączyło się od klubu piłkarskiego Bari F.B.C. Bari. Coccioli został prezesem i kapitanem drużyny. Na początku istnienia zespół brał udział w miejskich i regionalnych turniejach towarzyskich. W sezonie 1922/23 startował w mistrzostwach Prima Divisione Pugliese, zajmując drugie miejsce. Następnie w turnieju międzyregionalnym zdobył drugą lokatę w półfinale B Południa, które jednak nie premiowało do rozgrywek finałowych. W następnym sezonie znów był drugim Prima Divisione Pugliese, a potem trzecim w półfinale A Południa. Po reorganizacji systemu ligi w 1926 i wprowadzeniu najwyższej klasy, zwanej Divisione Nazionale, poziom Prima Divisione został obniżony do drugiego poziomu. W sezonie 1927/28 zajął ostatnie szóste miejsce w grupie D Prima Divisione Sud. 27 lutego 1928 klub połączył się z miejscowym rywalem Liberty Bari, po czym klub przyjął nazwę U.S. Bari. Następnie klub otrzymał promocję do Divisione Nazionale (D1), ale odmówił awansu i został rozwiązany.
Po zakończeniu II wojny światowej, drużyna wznowiła działalność. W sezonie 1958/59 zespół zajął pierwsze miejsce w grupie B Prima Categoria Puglia (D6) i awansował na piąty poziom do ligi, która po reorganizacji przyjęła nazwę Prima Categoria Puglia. Sezon 1960/61 zakończył na 13.pozycji w grupie B Prima Categoria Puglia i został zdegradowany. Jednak klub zrezygnował z dalszej gry w mistrzostwach i został rozwiązany.
W 2012 roku klub reaktywowano jako A.S.D. Ideale Bari Calcio. W sezonie 2012/13 zespół startował w Terza Categoria Bari (D10). Przed rozpoczęciem sezonu 2014/15 wprowadzono reformę systemy lig, wskutek czego Terza Categoria awansowała na dziewiąty poziom. Sezon 2015/16 zwyciężył w grupie B Terza Categoria Bari, awansując bezpośrednio do Seconda Categoria Puglia. W sezonie 2017/18 zajął drugie miejsce w grupie B Seconda Categoria Puglia i po wygraniu półfinałów i finału playoff zdobył promocję do Prima Categoria Puglia.

## Barwy klubowe, strój
|  |  |

Klub ma barwy biało-czerwone, wcześniej do 1961 były czarno-zielone. Zawodnicy domowe spotkania zazwyczaj grają w czerwonych koszulkach, czerwonych spodenkach oraz białych getrach. Pierwszy strój klubowy składał się z niebieskiej koszulki z białą gwiazdą na lewej piersi i białych spodenek. W 1915 roku koszula stała się czarno-zieloną naprzemiennie w pionowe paski, a spodenki czarne.

## Sukcesy

### Trofea międzynarodowe
Nie uczestniczył w rozgrywkach europejskich (stan na 31-05-2020).

### Trofea krajowe
| \| \| Zdobyte trofea w rozgrywkach Włoch (stan na: 31-08-2020) \| |                                                          |      |                                                                  |
| Rozgrywki                                                         | Osiągnięcie                                              | Razy | Sezon(y)                                                         |
| · Mistrzostwo                                                     | I miejsce                                                | 0    |                                                                  |
| · Mistrzostwo                                                     | II miejsce                                               | 3    | 1922/23 (Pugliese), 1922/23 (półfinał B Sud), 1923/24 (Pugliese) |
| · Mistrzostwo                                                     | III miejsce                                              | 1    | 1923/24 (półfinał A Sud)                                         |
| · Puchar                                                          | zdobywca                                                 | 0    |                                                                  |
| · Puchar                                                          | finalista                                                | 0    |                                                                  |
| II liga                                                           | I miejsce                                                | 0    |                                                                  |
| II liga                                                           | II miejsce                                               | 0    |                                                                  |
| II liga                                                           | III miejsce                                              | 0    |                                                                  |
| II liga                                                           | 6.miejsce (1x)                                           | 2    | 1926/27 (D), 1927/28 (D)                                         |
| Włochy                                                            | Zdobyte trofea w rozgrywkach Włoch (stan na: 31-08-2020) |      |                                                                  |

## Poszczególne sezony

### Rozgrywki międzynarodowe

#### Europejskie puchary
Nie uczestniczył w rozgrywkach europejskich.

### Rozgrywki krajowe
| \| Włochy \| Bilans występów klubu w rozgrywkach piłkarskich Włoch (Stan na 31 sierpnia 2020 r.) \| \| |                                                                                     |        |       |   |   |   |    |    |     |           |        |        |      |
| Poziom                                                                                                 | Rozgrywki                                                                           | Sezony | Mecze | Z | R | P | B+ | B– | Pkt | Lata      | Awanse | Spadki | Naj. |
| I | Prima Divisione Pugliese                                                            | 4      |       |   |   |   |    |    |     | 1922–1926 | 0      | 1      | 2    |
| II | Prima Divisione                                                                     | 2      |       |   |   |   |    |    |     | 1926–1928 | 0      | 1      | 6    |
| III | Serie C                                                                             | 0      |       |   |   |   |    |    |     |           | 0      | 0      |      |
| IV | Serie D                                                                             | 0      |       |   |   |   |    |    |     |           | 0      | 0      |      |
| V | Prima Categoria Puglia                                                              | 2      |       |   |   |   |    |    |     | 1959–1961 | 0      | 1      | 11   |
| | Puchar Włoch                                                                        | 0      |       |   |   |   |    |    |     |           | 0      | 0      |      |
| Włochy                                                                                                 | Bilans występów klubu w rozgrywkach piłkarskich Włoch (Stan na 31 sierpnia 2020 r.) |        |       |   |   |   |    |    |     |           |        |        |      |

## Struktura klubu

### Stadion
Klub piłkarski rozgrywa swoje mecze domowe na Campo Sportivo Gioacchino Lovero w Bari o pojemności 1000 widzów. Wcześniej grał na stadionach:
- 1908–1925: Campo San Lorenzo
- 1925–1928: Campo degli Sports
- 195?–1961: Campo degli Sports

### Derby
- SSC Bari
- Liberty Bari
- Audace Taranto
- Pro Italia Taranto